# Hacktivismus
Hacktivismus je jedním z podtypů kyberaktivismu, jeho název vznikl spojením pojmů „hacking“ a „aktivismus“. Hacktivismus je prosazováním ideologicky motivovaných a společensko-politických záměrů v kybernetickém prostředí pomocí hackerských technik proti cílům v oblasti informačních a komunikačních technologií (ICT) .
Podle Gawel by nejvšeobecnější definice hacktivismu byla „nenásilná akce v digitálním prostoru, využívající legální nebo nelegální řešení k dosažení stanoveného cíle občanského nesouhlasu, zvyšování občanského povědomí nebo šíření společensky relevantních informací pro hacktivisty“ .

## Popis
Hacktivismus je fenomén, který existuje již více než 30 let, prvním možným příkladem může být útok, při němž byly systémy NASA a amerického ministerstva energetiky kompromitovány červem WANK s cílem protestu proti jaderné energetice a jako protest “proti předpokladu, že jejich počítačový systém - nebo dokonce jakýkoli počítačový systém ve svobodné společnosti - má právo být zabezpečen” .
Termín hacktivismus byl poprvé použit v roce 1996, tvůrci skupiny Cult of the Dead Cow jím označili jednotlivce nebo skupiny využívající své počítačové dovednosti k propagaci konkrétních politických požadavků spojených s právními předpisy a nepřijatelným chováním politiků .
V současné době se toto hnutí vyznačuje radikální snahou o společenskou změnu v různých oblastech, jako je odpor proti cenzuře v autoritářských režimech, zajištění svobodného přístupu k informacím, boj proti porušování lidských práv, obrana životního prostředí a práv zvířat, útoky na různé vlády z politických důvodů atd.

## Etický pohled

### Hacktivismus versus kyberterorismus
Kyberterorismus zahrnuje využití kybernetických útoků k politicky motivovaným účelům, jejichž cílem je způsobit závažné škody, jako jsou lidské ztráty nebo velké hospodářské škody. Příkladem může být hackerský útok na systém řízení letového provozu s cílem způsobit úmyslně pád letadla. Pojem „kyberterorismus“ poprvé zavedl v 80. letech 20. století Barry Collin, později tuto definici upřesnil zvláštní agent FBI Mark Pollitt, který ji popsal jako “záměrný, politicky motivovaný útok na digitální systémy, informace a data, jehož výsledkem je násilí vůči civilnímu obyvatelstvu”. Za kyberterorismus lze považovat i útoky, které způsobují vážné hospodářské škody, narušují základní služby, jako je dodávka elektřiny nebo vody, nebo způsobují dlouhodobé narušení sociální sítě a infrastruktury. 
Naproti tomu hacktivismus se podle Denning vyznačuje cílem narušit normální fungování, ale nezpůsobit vážnou škodu .

## Útok Anonymous na Rusko

Logo hackerské skupiny Anonymous

Během zahájení ruské invaze na Ukrajinu, ruští občané nevěděli, co se ve skutečnosti děje. Za vše mohla ruská propaganda v jejich médiích, což přimělo Anonymous zaútočit v tu chvíli na ruské vládní instituce. Zapojením do situace na Ukrajině Anonymous Group dokonce vyhlašuje Rusku válku. Tento útok nebyl mířen na civilní obyvatelstvo, ale na vládu Ruska, přičemž Anonymous zaútočili na mediální službu RT, Ministerstvo obrany Ruské federace, Gazprom nebo třeba Roskosmos. Ve veřejné televizi se podařilo odvysílat ukrajinské televizní vysílání s ukrajinskou hymnou v pozadí. Podařilo se také zachytit ruskou vojenskou komunikaci. Anonymous zablokovali webové stránky také Běloruskému ministerstvu komunikací a informací.
Akce Anonymous proti Rusku naplnili dva důležité úkoly. Zaprvé se lidé v Rusku dozvěděli o skutečných událostech. Zadruhé Anonymous zablokovali strategicky velmi důležité ruské webové stránky. Jako reakci na tyto útoky vyhlásila ruská hackerské komunita válku skupině Anonymous. Momentálně tedy tato válka probíhá i v online světě.

## Muslim Hackers a jejich boj proti diskriminaci muslimů
Skupina Muslim Hackers (المسلمو نالهاكرز (al-hākirz al-muslimūn) se objevila v roce 2023 na YouTube kanále Hacker News. Prostřednictvím videí publikovaných v lednu, březnu a dubnu odsoudili spálení Koránu ve Švédsku, urážení Alláha módní značkou v Austrálii a násilí páchané izraelskou armádou na muslimech v Palestině.
Muslim Hackers ve svých prohlášeních dávají najevo svůj hněv. Švédské autority nazývají barbary a tvrdí, že nenávidí islám, protože švédský král obhajoval činy Rasmuse Paladuna, který byl zodpovědný za spálení Koránu. Zároveň upozorňují na to, že každá akce vyvolává reakci a představují tím hrozbu hacknutí švédských institucí. Všechny tři akce považují za rasismus a negativní sentiment vůči islámu. Velmi odsuzují útoky izraelských vojáků na ženy, děti a starce, kteří by měli být ve válkách chráněny. Muslim Hackers se nebojí oznámit, že protiútok na vlády těchto států může být závažný, bolestivý a postihující celou vládní digitální infrastrukturu.
Muslim Hackers ve svých proslovech nepoužívají žádné cizí zdroje, ale pouze své subjektivní názory za kterými si plně stojí. Také se pasují do role ve které vyjadřují pocity všech muslimů, kteří nesouhlasí s jejich diskriminací. Prostřednictvím těchto videí a hrozeb hackerských útoků vytváří formu negativní propagandy, jejímž cílem je přesvědčit publikum a vyvinout politický tlak na vlády Švédska, Austrálie a Izraele.